# Untamed Ladies
Untamed Ladies è un cortometraggio muto del 1918. Il nome del regista non viene riportato nei credit del film.

## Produzione
Il film fu prodotto dalla Century Film.

## Distribuzione
Distribuito dall'Universal Film Manufacturing Company, il film - un cortometraggio in due bobine - uscì nelle sale cinematografiche USA il 9 ottobre 1918.